# كوليت إيفر
كزليت إيفر (بالفرنسية: Colette Yver) بالميلاد أنطوانت دي برجيفين، ولدت في 28 يوليو 1874 بسيجريه في فرنسا وتوفى في 17 مارس 1953 ب روان في فرنسا. وهي كاتبة فرنسية كاثوليكية. حصلت على جائزة فيمينا الأدبية عام 1907.